# Lennart Torstenson
Lennart Torstenson, švedski vojaški inženir in feldmaršal, * 17. avgust 1603, † 7. april 1651.